# Шри Ауробиндо
Шри Ауробиндо (бенг. শ্রী অরবিন্দ, англ. Sri Aurobindo; урожд. Ауробиндо Гхош бенг. অরবিন্দ ঘোষ, англ. Aurobindo Ghosh (Ghose); 1872—1950) — индийский философ, поэт, революционер и организатор национально-освободительного движения Индии, йогин, гуру и основоположник интегральной йоги.

## Шри Ауробиндо

### Ранние годы и учёба в Кембридже
Ауробиндо Гхош родился в Калькутте 15 августа 1872. Его отец, доктор Кришна Дхан Гхош, был окружным хирургом Рангапура в Бенгалии. Его мать, Сварналата Деви, была дочерью деятеля религиозно-реформаторского общества Брахмо-самадж, Раджнараяна Басу. Имя «Aurobindo» — санскритского происхождения, «अरविन्द» (aravinda), по-санскритски произносится «арави́нда» и означает «лотос». Будучи в Англии, Ауробиндо писал своё имя как «Aravinda», в Бароде — «Aravind» или «Arvind», а переехав в Бенгалию — «Aurobindo» (английское буквосочетание «au» произносится исключительно «о»). Бенгальская фамилия «Ghose» произносится — и по-английски обычно и пишется — «Ghosh» (произн. «Гош»); в английских академических источниках имя Шри Ауробиндо часто встречается в виде «Arabindo Ghosh». С рождения ему было дано и второе имя, английское, Акройд (Akroyd). Вместе с двумя своими братьями он воспитывался в духе английской культуры. В пять лет начал посещать ирландскую монастырскую школу в Дарджилинге (Darjeeling). Двумя годами позже (в 1879) был отправлен в Англию, где к двадцати годам завершил своё образование в Королевском колледже Кембриджа. В результате Ауробиндо в совершенстве овладел древнегреческим и латинским, английским и французским языками, читал на немецком, итальянском и испанском языках. В его багаже стихи, поэмы, пьесы, мастерски написанные на английском, которым преимущественно Ауробиндо пользовался всю жизнь.

### Возвращение в Индию и борьба за национальную независимость
Получив западное образование и вернувшись в Индию (в 1893), Шри Ауробиндо посвятил себя самостоятельному изучению санскрита, современных индийских языков, философских систем и древних священных книг Индии — Упанишад, Бхагавад Гиты, Рамаяны, Вед.
В течение последующих 13 лет Шри Ауробиндо занимал различные посты в администрации города Бароды (Baroda) (сейчас Вадодара), преподавал английскую и французскую литературу в местном университете, а в 1906 году переехал в Калькутту, где стал ректором Национального колледжа. С первых дней пребывания в Индии Шри Ауробиндо непрестанно следил за политической ситуацией в стране. После вспышки волнения против разделения Бенгалии в 1905 году Шри Ауробиндо открыто присоединился к национально-освободительному движению. В течение восьми лет (1902—1910) активно участвовал в политической жизни страны, что дважды приводило его к арестам с последующим оправданием.

### Обращение к йоге и новое направление опыта
В 1907 году Бариндранатх Гхош, младший брат Ауробиндо, познакомил его в Бароде с йогом из Махараштры Вишну Бхаскаром Леле. В течение нескольких лет Ауробиндо уже занимался йогой, а эта встреча, получение от Леле соответствующих наставлений и последующее трёхдневное уединение, способствовали его первому значительному духовному опыту, называемому нирваной — состоянию полного умственного безмолвия, без какой бы то ни было мысли или умственной деятельности. Во время своего второго ареста и пребывания в Алипорской центральной тюрьме в Калькутте (1908—1909) Шри Ауробиндо испытал духовное озарение, которое положило начало новому этапу его жизни. В тюрьме у Ауробиндо был ряд мистических переживаний. В своих письмах он упоминал, что когда он ожидал суда в тюрьме, в течение двух недель его посещал дух Сва́ми Вивека́нанды и говорил о высших уровнях сознания, ведущих к сверхразуму. Шри Ауробиндо позже рассказывал, что во время заключения он видел всё — заключённых, тюремщиков, полицейских, тюремные решётки, деревья, судью, адвокатов — как различные формы единой божественности, Кришну, Васудеву, Нараяну. В 1910 году Ауробиндо ушёл из активной политической и общественной жизни и сосредоточил свои силы на духовной работе. Этой деятельностью было движение к «высшим планам сознания, ведущим в направлении Сверхразума (Supermind) (хотя само это название, как подчёркивал Шри Ауробиндо, имеет более позднее происхождение и принадлежит самому Шри Ауробиндо)» Он переселился в Пондишерри, французскую колонию на юге Индии, чтобы начать интенсивные занятия йогой.

### Основные даты
| Годы и события |
| --- |
| 1872 — 15 августа день рождения Шри Ауробиндо. 1884 — Переезд в Англию. 1893 — Возвращение в Индию. 1900 — Начало национал-освободительной революционной деятельности. 1904 — Обращение к йоге, чтобы использовать духовную силу для осуществления политических идей. 1907 — Встреча с Вишну Бхаскарой Леле. Первое фундаментальное духовное переживание — переживание Безмолвного Брахмана (Нирваны). 1908 — Арест по делу о «Банде Матарам». 1909 — Оправдание и освобождение из Алипорской тюрьмы. 1910 — Переезд в Пондишери. 1914 — 29 марта. Первая встреча Шри Ауробиндо и Матери: Мирра и Поль Ришар приехали в Пондишери. 1914 — 15 августа. Первый выпуск «Арьи». 1921 — 15 января. Последний выпуск «Арьи». 1922 — Мать берёт на себя обязанности по управлению Ашрамом Шри Ауробиндо. 1926 — 24 ноября. Четвёртая фундаментальная реализация. Нисхождение Кришны, Божества Надразума, в физическое. 1928 — 15 февраля. Встреча с Рабиндранатом Тагором. 1934 — В Ашраме Шри Ауробиндо — 150 учеников. 1942 — В Ашраме Шри Ауробиндо — 350 учеников. 1943 — 2 декабря. Открытие школы в Ашраме, которая позднее станет Международным центром образования. 1947 — 15 августа. Освобождение Индии. Послание Шри Ауробиндо по всеиндийскому радио. 1950 — Медаль «За мир и культуру Азиатского общества». Выдвинут кандидатом на награждение Нобелевской премией мира. 1950 — 5 декабря, 01:26. Смерть. |

## Шри Ауробиндо в индийской философии

### Вклад введанту
В своей концепции «интегральной веданты» Шри Ауробиндо стремился к синтезу традиций индийской и европейской мысли. Это выразилось в его полемике с двумя полярными позициями — философией «аскетического» спиритуализма адвайта-веданты и материализмом западной философии. Шри Ауробиндо работал над созданием новой интегральной философии, которая вобрала бы в себя лучшее от первой и второй, избавившись при этом от их слабых сторон. В основе этой новой философии должен быть принцип, из которого можно было бы вывести всё качественное многообразие мира. Эта философия должна показать связь духа и материи, не пытаясь отрицать реальность обоих, и при этом она должна быть избавлена от дуализма при объяснении вселенной. Она должна объяснить поступательный процесс мировой эволюции, её законы, место и назначение человека в этом процессе.
Решение проблемы дуализма в объяснении Вселенной
- Полемизируя с теорией Ади Шанкары, Шри Ауробиндо отмечает, что адвайта не смогла добиться главной цели своей философии — дать монистическое понимание мира («адвайта» — «недвойственность»). Неизбежно стремясь преодолеть отрыв сущности от явления, адвайта вынуждена была признать наличие двух сущностей: вечного, реально существующего Брахмана (Абсолют), и иллюзорную, творящую вселенную, майя.
- Преодолевая дуализм адвайта-веданты (Брахман — майя), Шри Ауробиндо наделяет майю реальной силой. Это сила Брахмана, которая делает возможным Его самопроявление, самоограничение и самопоглощение, которые проявляются на разных этапах создания вселенной.
- Он преодолевает характерный для философии адвайты метафизический отрыв явления от сущности посредством учения о совпадении противоположностей в Абсолюте: определённого и неопределённого, единого и множественного, неподвижного и изменчивого, бесформенного и обладающего формой, бескачественного и качественного, конечного и бесконечного бытия. В качестве истоков он ссылается на идеи Гераклита, а также «Иша-Упанишады» и «Бхагавад Гиты». Такое совпадение противоположностей делает новую философию Шри Ауробиндо свободной от противопоставления сущности и явления при объяснении мира.
- Синтез идеализма и материализма в философии Шри Ауробиндо даёт совпадение духовного и материального начал в Абсолюте. Однако духовное начало оказывается все же «сильнее», так как оно способно к самостоятельному существованию, в то время как материальное может существовать лишь в качестве его проявления.

Решение проблемы единства и многообразия
- Шри Ауробиндо критикует идею майа-вада адвайты-веданты, и решает проблему связи между невыразимым единым Брахманом и миром множественности, помещая между ними переходную ипостась — Сверхразум, или Супраментал. Сверхразум в философии Шри Ауробиндо — это творящий божественный принцип, Сознание-Истина, в котором множество индивидуальных сознаний и тел предстаёт как манифестация единства.

Новое понимание Эволюции
- Одним из самых выдающихся новшеств, привнесённых Шри Ауробиндо в философскую мысль веданты, является новое изложение концепции космической и человеческой эволюции. Философия санкхьи изложила свою теорию эволюции несколькими веками ранее, однако Ауробиндо отверг материалистические представления об эволюции в философии санкхьи и Дарвина и развил концепцию интегральной эволюции духа и материи, основанную на нисхождении Божественной силы в Материю и последующей трансформации материи.
- Согласно эволюционной теории Шри Ауробиндо человечество как форма существования не является конечным пунктом эволюционной иерархии, но, посредством интеграции с Божественным, может быть вовлечено в последующее духовное существование, преодолевающее существующие материальные ограничения, выходящее за пределы неведения к состоянию супраментального существования. Это состояние, согласно Шри Ауробиндо, станет Божественной жизнью на земле, которой будет сопутствовать знание, блаженство, сила а также субстанция и энергия супраментального сознания.

### Основные положения интегральной йоги
Духовный опыт Шри Ауробиндо синтезирован в его многогранной системе интегральной йоги, целью которой является не только освобождение человеческого сознания, но также глубокая трансформация самой природы человека.
Шри Ауробиндо начал свою практику йоги в 1904 году. Собрав основные элементы духовного опыта, полученные разными путями, которым до настоящего времени следуют в Индии, он продолжил поиск более интегрального пути, объединяющего и гармонизирующего два полюса существования: дух и материю. Большинство традиционных систем йоги предлагают путь реализации Духовного существования через уход от материальной физической жизни; восхождение Шри Ауробиндо к Духу имеет целью трансформацию самой человеческой природы через привнесение света и сознания в Материю. Согласно Интегральной йоге, настоящее существование человека в материальном мире является жизнью в невежестве и бессознательности, но даже в её темноте и незнании существует присутствие Божественного. Созданный материальный мир — это не ошибка, которую нужно отвергнуть душой, устремлённой к небесам или нирване, но важнейший эволюционный уровень, делающий возможным последующее развитие духа. Духовная работа в материальном мире является тем ключом, с помощью которого должно быть открыто растущее Божественное Сознание в Материи.
Общепринято воспринимать человеческий разум как самый высокий уровень сознания, который может возникнуть в результате эволюционного развития природы. Согласно интегральной йоге, ум — это не конечная точка развития сознания. Существуют планы сознания выше и ниже человеческого уровня — это супраментальный и субментальный планы. Однако человеческий ум не имеет с ними контакта и не может охватить всех возможных диапазонов сознания, точно так же как человеческое зрение не может воспринять весь диапазон электромагнитного излучения, а человеческий слух — все звуковые частоты. Последующая эволюция человека заключается именно в том, чтобы стать сознательным существом на всех уровнях и планах существования. Реализация этой эволюции является главной целью Йоги Шри Ауробиндо.
Интегральная йога подчёркивает индивидуальность каждого человеческого сознания и не ограничивает практикующих каким-либо определённым набором правил для реализации йогического опыта, давая лишь основные направления и разъясняя основные трудности пути. Йогическое устремление через работу, медитацию, любовь, преданность и открытость Божественному сознанию, согласно опыту Шри Ауробиндо, является движущей силой для преобразования сознания и трансформации человеческой природы.